# Juan Ballesta
Juan Ballesta, né en 1935 à Almería en Andalousie, Espagne et mort en 2022, est un dessinateur espagnol.

## Parcours
Il a commencé à publier ses dessins à l'âge de 17 ans et n'a jamais arrêté depuis.Ses premières publications furent vers 1956. Il dessine pour des magazines, des quotidiens, des livres, des dessins animés… Il a publié divers recueils de ses dessins. Il vit aujourd'hui à Madrid et collabore à des publications en Europe et aux États-Unis avec Courrier international. Il inspire désormais de nombreuses classes d'espagnol. Juan a fait des études à Londres et en rentrant de ses études a intégré le Grupo 16. Il y reste 10 ans de 1990 à 2000.

## Chef-d'œuvre
Juan Ballesta a dessiné Navidades. Sur ce dessin on peut voir le père Noël en personne tirer sur des policiers qui sont à sa poursuite. Ils veulent l'arrêter parce qu'il a volé des jouets.